# Telmatobius rubigo
Espèce
Telmatobius rubigo est une espèce d'amphibiens de la famille des Telmatobiidae.

## Répartition
Cette espèce est endémique de la Laguna de los Pozuelos dans la province de Jujuy dans le nord de l'Argentine.

## Publication originale
- Barrionuevo & Baldo, 2009 : A new species of Telmatobius (Anura, Ceratophryidae) from Northern Jujuy Province, Argentina. Zootaxa, no 2030, p. 1-20.